# ヴィクトル・ヨケレス
- ヴィクトル・ギョケレシュ
- ヴィクトル・ヨケレシュ
- ヴィクトル・ギョケレス

ヴィクトル・エイナル・ヨケレス（Viktor Einar Gyökeres, ハンガリー語発音: [ˈɟøkɛrɛʃ], 1998年6月4日 - ）は、スウェーデン・ストックホルム出身のサッカー選手。プレミアリーグ・アーセナルFC所属。ポジションはFW。

## クラブ経歴

### ブロマポイカルナ
2013年にIFKアスプッデン＝テルスの下部組織からIFブロマポイカルナU-17に移籍。2015年にトップチームに昇格した。同年8月20日にスウェーデンカップでプロ初得点を記録した。しかし同年クラブは降格、ディヴィジョン1（スウェーデン3部リーグ）では7得点を記録しスーペルエッタン再昇格に貢献した。2017年3月のスウェーデンカップ準決勝では18歳ながら1部のクラブから決勝点を決めたが、タイトル獲得とはならなかった。
2017年9月6日、スーペルエッタンでのシーズン10得点目を決めた同日に、2年半契約でプレミアリーグ所属のブライトン・アンド・ホーヴ・アルビオンFCにシーズン終了と同時に移籍する事が発表された。最終節でハットトリックを達成しクラブに優勝及びアルスヴェンスカン昇格をもたらし、同シーズンにリーグ戦29試合出場13得点の成績を残して移籍した。

### ブライトン
2018年1月1日付でブライトンに加入、U-23チームで練習を始めた。U-23チームでは5カ月間で12試合に出場して11ゴールを挙げ、U-23チームで監督を務めていたサイモン・ラスクによればヨケレスは左サイドをドリブルで駆け抜けて強烈な右足でテンポよくカットインする能力が秀でていたことが活躍の背景にあり、ウイングと9番の選手を融合させたような選手としてプレーした。 
8月28日にはEFLカップでトップチーム初出場を記録。2019年1月26日にはFAカップでも初出場を記録した。プレミアリーグではベンチ入りが何回かあったものの投入される事はなく、2018-19シーズンを終えた。
2019-20シーズンにグレアム・ポッターがブライトンの監督に就任したことでブライトンのサッカーはヨケレスのプレースタイルにそぐわないものになり、2019年7月に2.ブンデスリーガ所属のFCザンクトパウリに1シーズンの期限付き移籍。開幕節でクリスティアン・コンテーに代わって途中投入され移籍後初出場。9月29日に移籍後初得点を記録した。ドイツでは同時期にブライトンから期限付き移籍したレオ・エスティゴーアと共にプレーし、28試合に出場して7得点を挙げた。
2020年10月2日にEFLチャンピオンシップのスウォンジー・シティAFCに1シーズンの期限付き移籍。11月にはCOVID-19の陽性判定を受け自主隔離となった。
スウォンジーでは公式戦合計12試合の出場でスタメンは3試合に止まり、2021年1月9日のスティヴネイジ戦でのゴールが唯一の得点であった。1月14日にレンタルを打ち切りブライトンへ戻った。

### コヴェントリー・シティ

#### 2020-21シーズン
2021年1月15日、シーズン終了までのローンでコヴェントリー・シティFCへ加入した。コヴェントリーでは再びエスティゴーアとロッカールームを共有し、半年の間に3得点を挙げた。この移籍はヨケレスのキャリアの転機となり、コヴェントリーを率いるマーク・ロビンス監督は選手時代にマンチェスター・ユナイテッド、ノリッジ・シティ、レスター・シティのストライカーとしてプレーしていたことで彼の経験がフォワードとしての役割をより理解できるようになったと語っている。
彼は選手としても優秀なストライカーだったし、自分のポジションについて理解し、期待されている役割を叩き込んでくれる人と仕事ができるのはいいことだ。どうすればもっと効果的にプレーできるかを話してくれたり、動きについてちょっとしたアドバイスをくれたりする。マンチェスター・ユナイテッドなどでプレーしたことのあるコーチはトップレベルの要求を熟知しているし、そこから多くを学べるから助かるよ。—ヴィクトル・ギェケレシュ
1月19日、レディング戦に先発出場し、移籍後初出場を果たした。1月27日、シェフィールド・ウェンズデイ戦で移籍後初ゴールを挙げた。

#### 2021-22シーズン
2021年7月9日、コヴェントリー・シティFCに完全移籍し、3年契約を結んだ。2021-22シーズンの開幕戦ノッティンガム・フォレストFC戦で同点ゴールを挙げ、勝利に貢献した。10月のフラム戦では前半にオウンゴールで1点を失ってリードされた状態で後半を迎えたが、ヨケレスは後半開始直後のゴールを含む2得点の活躍でチームを4-1の逆転勝利に導き、この試合のマン・オブ・ザ・マッチに選出され、最終的に2021-22シーズンはリーグ戦45試合に出場し、17得点を記録した。

#### 2022-23シーズン
2022年11月、リーグ戦4試合で4ゴールを挙げて、チームの4連勝に貢献し、月間最優秀選手に選出された。2023年2月にも、3ゴール3アシストを記録し、2度目の月間最優秀選手に選出された。4月に行われたQPR戦ではわずか3分間の間に2得点を挙げて得点数を21にまで伸ばし、コヴェントリーでシーズン中にリーグ戦で20得点以上挙げた6人目の選手（ボビー・グールド : 1966-67シーズンに21得点、イアン・ウォレス : 1977-78シーズンに21得点、カラム・ウィルソン : 2013-14シーズンに21得点、アダム・アームストロング : 2015-16シーズンに20得点、マーク・マクナルティ : 2017-18シーズンに23得点）となった。チームはリーグ戦を5位で終えて昇格プレーオフ決勝まで進出するも、ルートン・タウンとのPK戦の末に敗れたことでコヴェントリーにとって22年ぶりとなるプレミアリーグ昇格は叶わなかった。
2022-23シーズンは21ゴール12アシストを記録してチュバ・アクポムの28ゴールに次ぐ得点ランキング2位となった。また、チャンピオンシップで最も長い距離ボールを前線に運んだ選手でもあり、2022-23シーズンのコヴェントリーのオープンプレーでのシュートにつながる526のシークエンスのうち、チャンピオンシップ最多の248（47.2%）に関与。チームが相手ペナルティエリア内でボールに触れた際のおよそ3回に1回（34% : 他のクラブでは、タッチ数が20％を超えた選手はいなかった）は彼によるもので、文字通りコヴェントリーの快進撃を支える中心選手であった。この活躍にヨケレスはクラブの選手が投票するクラブのMVP選手、リーグ公式のシーズンベストイレブンとPFA年間ベストイレブンに選ばれた。

### スポルティング

#### 2023-24シーズン
2023年7月13日、スポルティング・クルーベ・デ・ポルトゥガルに移籍した。契約期間は5年間で、移籍金はコヴェントリー史上最高額となる2000万ユーロで2000年にロビー・キーンがインテル・ミラノに移籍した際の記録を上回った。また、コヴェントリーは将来の移籍金の10パーセントから15パーセントを得る権利を有し、契約解除金は1億ユーロに設定された。
2023年8月12日、ヴィゼラ戦で移籍後初出場を果たすと、2ゴールを挙げて勝利に貢献した。9月21日、UEFAヨーロッパリーグのSKシュトゥルム・グラーツ戦でUEFA主催大会に初出場し、ゴールを挙げて勝利に貢献した。10月26日、ヨーロッパリーグのラクフ・チェンストホヴァ戦で前半7分にレッドカードを受けて、クラブキャリアで初の退場処分を受けた。11月2日、タッサ・ダ・リーガのファレンセ戦でハットトリックを達成した。11月12日、ベンフィカ戦でゴールを挙げたものの、試合は1-2で敗れた。11月26日、タッサ・デ・ポルトガルのドゥミエンセ戦に途中出場すると、チームの8点目となるゴールを挙げて8-0での大勝に貢献した。12月19日、ポルト戦で1ゴール1アシストを記録して、勝利に貢献した。2024年1月5日、エストリル戦では4アシストを記録した。3月17日、ボアヴィスタ戦でプリメイラ・リーガでの初めてのハットトリックを達成した。2023年9月から2024年1月までの5か月間で、13ゴール6アシストを記録して、5か月連続でリーグの月間最優秀選手と月間最優秀フォワードに選ばれた。4月29日、アウェーのポルト戦で、2点ビハインドの状況から試合終了間際に2ゴールを挙げて引き分けに持ち込んだ。5月5日、ベンフィカがファマリカンに敗れたことで、スポルティングCPの20回目のリーグ優勝が決定した。5月18日、リーグ最終戦となったシャヴェス戦で2ゴールを挙げ、リーグ戦で29得点を記録して得点王に輝いた。1989-90シーズンのマッツ・マグヌソン以来2人目となるプリメイラ・リーガの得点王に輝いたスウェーデン人となった。リーグのシーズン最優秀選手とベストイレブンにも選出された。5月28日、リスボンで左膝の手術を受けた。

#### 2024-25シーズン
2024-25シーズンが開幕すると、ファレンセ戦でのハットトリックを含むリーグ戦で5試合連続ゴールを挙げ、その勢いのまま迎えたチャンピオンズリーグのLOSCリールとの試合でチャンピオンズリーグで初めてゴールネットを揺らした。

### アーセナル
2025年7月26日、アーセナルFCに移籍することが公式発表された。背番号は、過去にティエリ・アンリが着用した14番を着用する。同年8月17日、PL第1節マンチェスター・ユナイテッドFC戦で先発出場しアーセナル公式戦デビューを果たした。

## 代表歴
ハンガリーに血統を持つが、一貫してスウェーデン代表として出場。
U-19代表ではUEFA U-19欧州選手権2017予選で、イタリアU-19代表から決勝点を奪い初の本戦進出を記録した。本戦でも3戦全てで得点を記録したがグループステージ敗退に終わった。しかし彼はベン・ブレアトン、ライアン・セセニョン、ヨエル・ピローとともに得点王となった。
2019年1月8日にフィンランド戦に出場し、A代表初出場を記録した。その3日後にはアイスランドから代表初得点を記録した。
2023年10月16日、UEFA EURO 2024予選・グループFでベルギー代表と対戦して前半に先制点を挙げた。しかし、この試合を観戦するためにブリュッセルに訪れていたスウェーデン人2名が死亡し1人が負傷する銃撃事件がキックオフ直前に起きており、実行犯はスウェーデンで行われたコーラン焼却に対する報復としてスウェーデン人を狙ったとされ、後半の試合続行を望まなかったスウェーデンサッカー協会とスウェーデン代表選手らはハーフタイム中に試合中止を要請し、前半終了時点でのスコア（1-1）が最終結果となった。

## 私生活
生まれはスウェーデンだが、血統はハンガリーに持っている。
女子サッカー選手のアマンダ・ニールデンと交際関係にあり、自身がブライトン・アンド・ホーヴ・アルビオンFCに移籍した際には彼女も同クラブの女子チームに移籍した。

### ゴールパフォーマンス
ヨケレスは得点後に両手の指を絡ませて口を上から覆う特徴的なゴールパフォーマンスをする。コヴェントリーでチームメイトだったジョシュ・エクルズは2023年3月に次のように推測している ; 「このお祝いは、映画『ハンニバル・レクター』の登場人物にちなんだものだと思う。彼は人を食べるが、ヴィクトルは守備を破壊する。」。けれども、同年11月にスウェーデンの新聞『Aftonbladet』の中で本人はこう語っている ; 「たくさんの推測があった...。『ハンニバル・レクター』とか『バットマン』とか、ありとあらゆる可能性があったが、誰も（正解に）近づけなかった。そう、これは秘密なんだ。それを明らかにすることはできるけど、今日ではないんだ。」。
12月18日、リーグ戦でスポルティングのライバルであるポルトに2-0の勝利を収めた後、『Sport TV』のフラッシュインタビューでいつものゴールセレブレーションについて質問されこう答えた ; 「もっと早く聞かれると思っていたよ。ここに来て数ヶ月経つけど、誰もそんなことを聞いてこない...。リーグ優勝したらシーズン後に言うよ。」。2024年6月、本人がInstagramにゴールとセレブレーションのビデオにDCコミックスが発行するバットマンに登場するベインの台詞を想像させるコメント（Nobody cared until I put on the mask. : マスクを被るまでは誰も気にしなかった。）を添えて投稿したことから、ゴールセレブレーションはこれにインスパイアされたものだとメディアは報じた。

## 個人成績

### クラブでの成績
2024年9月22日現在
| クラブ                | シーズン       | リーグ             | リーグ | リーグ | カップ戦 | カップ戦 | リーグ杯 | リーグ杯 | 国際大会 | 国際大会 | その他 | その他 | 通算 | 通算 |
| クラブ                | シーズン       | ディビジョン       | 出場   | 得点   | 出場     | 得点     | 出場     | 得点     | 出場     | 得点     | 出場   | 得点   | 出場 | 得点 |
| --------------------- | -------------- | ------------------ | ------ | ------ | -------- | -------- | -------- | -------- | -------- | -------- | ------ | ------ | ---- | ---- |
| ブロマポイカルナ      | 2015           | スーペルエッタン   | 8      | 0      | 4        | 3        | —        | —        | —        | —        | —      | —      | 12   | 3    |
| ブロマポイカルナ      | 2016           | Ettan Fotboll      | 19     | 7      | 6        | 2        | —        | —        | —        | —        | —      | —      | 25   | 9    |
| ブロマポイカルナ      | 2017           | スーペルエッタン   | 29     | 13     | 1        | 0        | —        | —        | —        | —        | —      | —      | 30   | 13   |
| ブロマポイカルナ      | 通算           | 通算               | 56     | 20     | 11       | 5        | —        | —        | —        | —        | —      | —      | 67   | 25   |
| U-23 ブライトン       | 2017-18        | プレミアリーグ2    | 9      | 7      | —        | —        | —        | —        | —        | —        | —      | —      | 9    | 7    |
| U-23 ブライトン       | 2018-19        | プレミアリーグ2    | 19     | 7      | 3        | 0        | —        | —        | 3        | 1        | —      | —      | 25   | 8    |
| U-23 ブライトン       | 通算           | 通算               | 28     | 14     | 3        | 0        | —        | —        | 3        | 1        | —      | —      | 34   | 15   |
| ブライトン            | 2018-19        | プレミアリーグ     | 0      | 0      | 4        | 0        | 1        | 0        | —        | —        | —      | —      | 5    | 0    |
| ブライトン            | 2020-21        | プレミアリーグ     | 0      | 0      | 0        | 0        | 3        | 1        | —        | —        | —      | —      | 3    | 1    |
| ブライトン            | 通算           | 通算               | 0      | 0      | 4        | 0        | 4        | 1        | —        | —        | —      | —      | 8    | 1    |
| ザンクトパウリ (loan) | 2019-20        | 2.ブンデスリーガ   | 26     | 7      | 2        | 0        | —        | —        | —        | —        | —      | —      | 28   | 7    |
| スウォンジー (loan)   | 2020-21        | チャンピオンシップ | 11     | 0      | 1        | 1        | —        | —        | —        | —        | —      | —      | 12   | 1    |
| コヴェントリー (loan) | 2020-21        | チャンピオンシップ | 19     | 3      | —        | —        | —        | —        | —        | —        | —      | —      | 19   | 3    |
| コヴェントリー        | 2021-22        | チャンピオンシップ | 45     | 17     | 2        | 1        | 0        | 0        | —        | —        | —      | —      | 47   | 18   |
| コヴェントリー        | 2022-23        | チャンピオンシップ | 46     | 21     | 1        | 1        | 0        | 0        | —        | —        | 3      | 0      | 50   | 22   |
| コヴェントリー        | 通算           | 通算               | 91     | 38     | 3        | 2        | 0        | 0        | —        | —        | 3      | 0      | 97   | 40   |
| スポルティング        | 2023-24        | プリメイラ         | 33     | 29     | 6        | 6        | 2        | 3        | 9        | 5        | —      | —      | 50   | 43   |
| スポルティング        | 2024-25        | プリメイラ         | 33     | 39     | 7        | 5        | 3        | 4        | 8        | 6        | 1      | 0      | 52   | 54   |
| スポルティング        | 通算           | 通算               | 66     | 68     | 13       | 11       | 5        | 7        | 17       | 12       | 2      | 0      | 102  | 97   |
| キャリア総通算        | キャリア総通算 | キャリア総通算     | 250    | 116    | 30       | 14       | 6        | 4        | 13       | 7        | 4      | 0      | 303  | 141  |

1. ↑  EFLトロフィー
2. ↑  昇格プレーオフ
3. ↑  UEFAヨーロッパリーグ
4. ↑  UEFAチャンピオンズリーグ
5. ↑  スーペルタッサ・カンディド・デ・オリベイラ

### 代表での成績

#### 試合数
国際Aマッチ 29試合出場9得点（2019年 - ）
| スウェーデン代表 | 国際Aマッチ | 国際Aマッチ |
| 年               | 出場        | 得点        |
| ---------------- | ----------- | ----------- |
| 2019             | 2           | 1           |
| 2020             | 0           | 0           |
| 2021             | 2           | 0           |
| 2022             | 7           | 1           |
| 2023             | 8           | 3           |
| 2024             | 3           | 4           |
| 通算             | 22          | 9           |

#### 代表での得点
| #  | 開催年月日     | 開催地                                                | 対戦国           | スコア | 結果 | 試合概要                      |
| -- | -------------- | ----------------------------------------------------- | ---------------- | ------ | ---- | ----------------------------- |
| 1. | 2019年1月11日  | ドーハ, ハリーファ国際スタジアム                      | アイスランド     | 1-1    | 2-2  | 親善試合                      |
| 2. | 2022年6月12日  | オスロ, ウレヴォール・スタディオン                    | ノルウェー       | 2-3    | 2-3  | UEFAネーションズリーグ2022-23 |
| 3. | 2023年3月27日  | ソルナ, フレンズ・アレーナ                            | アゼルバイジャン | 3-0    | 5-0  | EURO 2024予選                 |
| 4. | 2023年9月9日   | タリン, ア・ル・コック・アレーナ                      | エストニア       | 1-0    | 5-0  | EURO 2024予選                 |
| 5. | 2023年10月16日 | ブリュッセル, ボードゥアン国王競技場                  | ベルギー         | 1-0    | 1-1  | EURO 2024予選                 |
| 6. | 2024年3月21日  | ギマランイス, エスタディオ・D. アフォンソ・エンリケス | ポルトガル       | 1-4    | 2-5  | 親善試合                      |
| 7. | 2024年9月5日   | バクー, トフィク・バフラモフ・スタジアム              | アゼルバイジャン | 3-0    | 3-1  | UEFAネーションズリーグ2024-25 |
| 8. | 2024年9月8日   | ソルナ, ストロベリー・アレーナ                        | エストニア       | 1-0    | 3-0  | UEFAネーションズリーグ2024-25 |
| 9. | 2024年9月8日   | ソルナ, ストロベリー・アレーナ                        | エストニア       | 3-0    | 3-0  | UEFAネーションズリーグ2024-25 |

## タイトル

### クラブ
ブロマポイカルナ
- スーペルエッタン : 2017

スポルティングCP
- プリメイラ・リーガ : 2023-24

個人
- UEFA U-19欧州選手権得点王 : 2017（3得点）
- EFLチャンピオンシップ月間最優秀選手 : 2回（2022年11月, 2023年3月）
- PFA年間ベストイレブン : EFLチャンピオンシップ2022-23
- EFLチャンピオンシップシーズンベストイレブン : 2022-23
- プリメイラ・リーガ月間最優秀選手 : 6回（2023年9月, 2023年10月/11月, 2023年12月, 2024年1月, 2024年4月, 2024年8月）
- プリメイラ・リーガ月間最優秀FW : 6回（2023年9月, 2023年10月/11月, 2023年12月, 2024年1月, 2024年4月, 2024年8月）
- プリメイラ・リーガ得点王 : 2023-24, 2024-25
- プリメイラ・リーガ年間最優秀選手 : 2023-24
- プリメイラ・リーガ年間ベストイレブン : 2023-24